# 神奈川県立横須賀南高等学校
神奈川県立横須賀南高等学校（かながわけんりつよこすかみなみこうとうがっこう、英: Kanagawa Prefectural Yokosuka Minami High School）は、神奈川県横須賀市佐原にある公立の高等学校。

## 設置学科
- 普通科（クリエイティブスクール）
- 福祉科

## 教育・進路
- 前身の神奈川県立久里浜高等学校、神奈川県立岩戸高等学校、神奈川県立横須賀明光高等学校の伝統を受け継ぎ福祉教育に力を入れていることで知られている。
- 鎌倉市にある鎌倉女子大学と教育交流を締結している。

## 沿革
- 2008年（平成20年）4月 - 神奈川県立久里浜高等学校と神奈川県立岩戸高等学校が統合されて神奈川県立横須賀明光高等学校開校。
旧校名の「明光」とは、福祉の心を身につけ、幅広い分野で明るく光り輝くことのできる人材を育てる高校であることを表している。

- 2020年（令和2年）4月 - 神奈川県立大楠高等学校と統合し、神奈川県立横須賀南高等学校となる。

## 所在地
- 〒239-0835 横須賀市佐原4丁目20番1号 （主に旧久里浜高校の設備を使用）

## アクセス
- 京急久里浜線京急久里浜駅よりバス「内川二丁目」停留所下車 徒歩5分
- 京急久里浜線北久里浜駅よりバス「内川一丁目」停留所下車 徒歩5分